# ملت حاضری‌خور
ملت حاضری‌خور (به انگلیسی: Fast Food Nation) فیلمی محصول سال ۲۰۰۶ به کارگردانی ریچارد لینکلیتر است.

## داستان
دان هندرسون مشاور بازاریابی همبرگرفروشی‌های زنجیره‌ای میکی و ابداع‌کننده همبرگر بیگ وان است. وقتی دان در سفری کاری به مراکز پرورش گاوها و تولید محصولات شرکت، کشف می‌کند که همبرگر ابداعی و پر فروش او از چه روش‌هایی تهیه می‌شود، دچار شوک می‌شود. اغلب کارگران شرکت مکزیکی‌های فقیری هستند که برای یافتن کار به شکل قاچاق وارد آمریکا می‌شوند. کسانی که اگر زن باشند مورد آزار جنسی سرکارگرها قرار گرفته و در صورتی که مرد بوده و دچار سوانح حین کار شوند با پرونده‌سازی از دریافت حقوق قانونی خود محروم می‌شوند. هم‌زمان با سفر او گروهی جوان نیز تصمیم دارند تا توجه مردم و رسانه‌ها را به وقایع رخ داده شده در گاوداری‌ها و شرکت تولید همبرگر میکی جلب کنند. اما نه آن‌ها و نه میکی موفق نمی‌شوند. جوان‌ها کشف می‌کنند که رؤسای شرکت و نزدیکان آنان با سیاست‌مداران روابط خانوادگی و دوستانه دارند و نقشه‌شان برای فراری دادن گاوها نیز ناموفق می‌مانند. دان نیز برای حفظ موقعیت شغلی و خانوادگی خود، در بازگشت به دفتر شرکت طرح تولید همبرگر تازه‌ای را ارائه می‌کند…

## بازیگران
- گرگ کاینیر
- ویلمر والدراما
- بابی کاناوال
- کاتالینا ساندینو مورینو
- بروس ویلیس
- کریس کریستوفرسون
- اشلی جانسون
- پاتریک آرکوت
- ایتن هاک
- پل دانو
- آرون هیملستین
- آنا کلودیا تالانکون
- لوئیس گوزمن
- آوریل لوین
- لو تیلور پاچی